# Jorge Guillén
Pour les articles homonymes, voir Guillén.
Jorge Guillén, né le 18 janvier 1893 à Valladolid et mort le 6 février 1984 à Malaga, est un poète espagnol de la Génération de 27.

## Analyse de l'œuvre
Certains critiques considèrent Jorge Guillén comme le disciple le plus direct de Juan Ramón Jiménez, par sa tendance à la poésie pure.
Il a trente-cinq ans en 1928 quand il publie dans la Revista de Occidente son premier livre, Cántico, qui ne comprend alors que 75 poèmes. Il est ensuite augmenté lors de plusieurs éditions sur une période de vingt-trois ans, car dès le début Guillén conçoit son œuvre comme un tout organique. L'édition définitive publiée en 1951 à Buenos Aires contient 334 poèmes répartis en cinq sections : « Al aire de tu vuelo », « Las horas situadas », « El pájaro en la mano », « Aquí mismo » et « Pleno ser ». Dans cette œuvre, Guillén exalte l'existence, l'harmonie du cosmos, la luminosité, la plénitude de l'être et l'intégration du poète dans un univers parfait où souvent fusionnent l'être aimé et le paysage. L'optimisme et la sérénité marquent les différents poèmes qui composent le livre.
Dans Clamor, Guillén prend conscience de la temporalité et intègre les éléments négatifs de l'Histoire : la misère, la guerre, la douleur, la mort... Si Cántico exprime la reconnaissance du poète envers la perfection de la création, dans Clamor la croyance en la perfection du cosmos se fragmente. Ce n'est cependant pas un livre angoissé ou pessimiste car le désir de vivre y reste dominant. Cet ouvrage se divise en trois parties : Maremágnum (1957), dont le noyau central - « Luzbel desconcertado » et « La hermosa y los excéntricos » - évoque le manque d'harmonie, Que van a dar en el mar (1960), où est développée l'idée de la continuité qui mène à la mort, et A la altura de las circunstancias (1963), où apparaît la lutte pour rétablir l'équilibre.
Homenaje est publié en 1967 ; Guillén y exalte les personnes phares du monde des arts et des sciences. C'est sous le titre Aire nuestro qu'il publie la compilation de son œuvre écrite jusqu'en 1968. Paraissent ensuite Y otros poemas en 1973 et Final en 1982.
La complexité de l'œuvre guillénienne réside dans son idéal de poésie pure, avec ces caractéristiques :
1. suppression des anecdotes,
2. substantivation des adjectifs,
3. raréfaction des verbes,
4. précision linguistique et
5. concentration thématique.

Guillén est aussi l'auteur d'une traduction célèbre du Cimetière marin de Paul Valéry.
Il est en 1976 le premier lauréat du Prix Cervantes et, l'année suivante, il reçoit le prix international Alfonso-Reyes.

## Œuvre

### Éditions originales
- Cántico (75 poèmes), Madrid, Revista de Occidente, 1928.
- Traduction du Cimetière marin de Paul Valéry, 1930.
- Cántico (125 poèmes), Madrid, Cruz y Raya, 1936.
- Cántico (270 poèmes), Mexico, Litoral, 1944.
- Cántico (334 poèmes), Buenos Aires, Sudamericana, 1951.
- Huerto de Melibea, Madrid, Ínsula, 1954.
- Del amanecer y el despertar, Valladolid, 1956.
- Clamor. Maremagnun, Buenos Aires, Sudamericana, 1957.
- Lugar de Lázaro, Málaga, Col. A quien conmigo va, 1957.
- Clamor... Que van a dar en la mar, Buenos Aires, Sudamericana, 1960.
- Historia Natural, Palma de Mallorca, Papeles de Sons Armadans, 1960.
- Las tentaciones de Antonio, Florencia/Santander, Graf. Hermanos Bedia, 1962.
- Según las horas, Puerto Rico, Editorial Universitaria, 1962.
- Clamor. A la altura de las circunstancias, Buenos Aires, Sudamericana, 1963.
- Homenaje. Reunión de vidas, Milán, All'Insegna del Pesce d'oro, 1967.
- Aire nuestro: Cántico, Clamor, Homenaje, Milán, All'Insegna del Pesce d'oro, 1968.
- Guirnalda civil, Cambridge, Halty Eferguson, 1970.
- Al margen, Madrid, Visor, 1972.
- Y otros poemas, Buenos Aires, Muchnik, 1973.
- Convivencia, Madrid, Turner, 1975.
- La expresión, Ferrol, Sociedad de Cultura Valle-Inclán, 1981.
- Final, Barcelone, Barral, 1981.

### Traductions françaises
- Cantique, choix de poèmes, traduction et préface de Claude Esteban, Paris, Gallimard, coll. « Du Monde entier », 1977.
- Au-delà, traduction de Claude Esteban, édition bilingue avec des gravures d'Eduardo Chillida, Paris, Maeght, 1973.
- Jeanne Marie, Los caminos del alma / Les Chemins de l’âme - memoria viva de los poetas del 27’ mémoire vive des poètes de la Génération de 1927, éditions Paradigme Orléans